# 드림캐스트

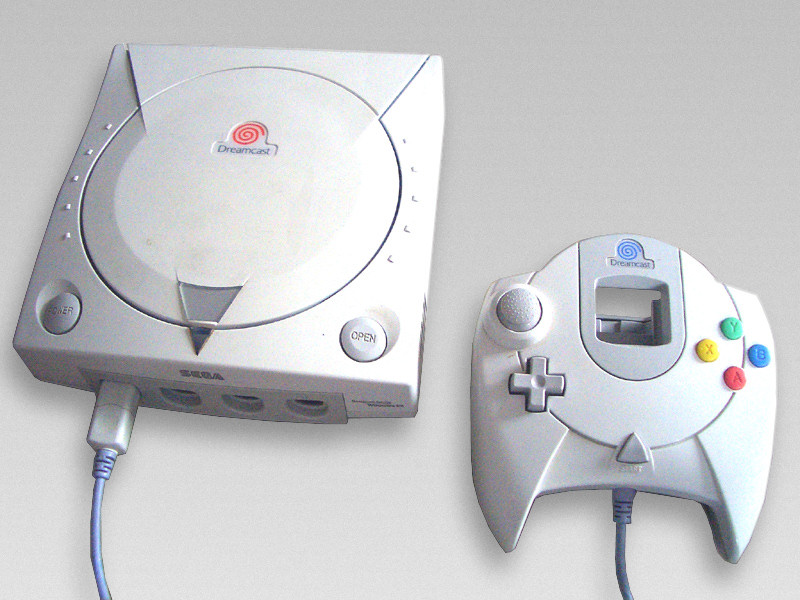
드림캐스트(사진은 드림캐스트 본체와 컨트롤러)

드림캐스트(영어: Dreamcast, 일본어: ドリームキャスト 도리무캬스토[*])는 세가가 발매한 가정용 게임기이다. 일본에서 1998년 11월 27일에 발매됐으며, 일본 내 출하량은 약 240만 대, 일본 외 출하량은 약 820만 대로 전 세계 누적 출하량은 약 1,060만대에 달한다. 한국에서는 2001년 8월 11일에 (주)JAKO에서 북미판으로 수입하였으며 유통은 GRI 용산, 총판은 SLK에서 담당하였다.

## 개요

### 하드웨어
세가 새턴이 같은 시기에 발매된 플레이스테이션에게 열세를 보이자 세가의 사운을 걸은 차세대 게임기로 개발되었다.
CPU는 히타치 제작소가 개발한 SH-4 128비트 그래픽 내장 RISC CPU (200MHz)를 탑재했고, 구동 매체는 MIL-CD(후기형에서는 제외)와 GD-ROM(Giga Disc Read-Only Memory, 야마하와 공동 제작한 1GB 내외의 독자적인 규격) 2가지다.
그래픽 엔진은 NEC사와 비디오로직(VideoLogic)의 PowerVR2 CLX (코어 클럭 100MHz)를 채용하여 3D CG 처리에 특화되어 설계되었으며, 기본적으로 해상도는 640X480 고정 화소를 가진다. 본체 전면에 4개의 컨트롤러 단자가 있어 컨트롤러나 키보드, 마우스를 사용할 수 있으며 뒤쪽에는 1개의 시리얼 단자가 있다.
메인 메모리는 16MB를 가지며 비디오 메모리는 8MB의 용량을 가지고 있다.
사운드는 야마하사가 주문제작한 SISP(Super Inteligent Sound Processor, SCSP의 업그레이드판)를 탑재하였으며, 32비트 RISC 방식으로 처리한다. 이는 64채널 PCM/ADPCM 출력이 가능하며, XG규격의 MIDI 음원도 사용할 수 있다. 주변 기기인 VGA 박스를 사용하여 PC용 모니터와 연결, 31KHz의 고해상도 화면에서 게임을 즐길 수 있다.
가정용 게임기로는 최초로 최대 33.6Kbps의 통신 속도를 가지는 모뎀을 기본 장착하였으며(유럽판과 아시아판은 제외), 그 후 모뎀 단자에 꽂아 사용할 수 있는 랜 어댑터도 별도로 판매되었다.
번들 컨트롤러는 세가 새턴의 멀티 컨트롤러를 기반으로 하여 A·B·X·Y 4개의 버튼과 스타트 버튼, 아날로그 스틱과 십자 D패드, 아날로그 L·R 트리거 버튼이 채용되었다. 그 외에도 비주얼 팩과 마이크 장치 등을 꽂기 위한 2개의 슬롯이 존재한다.

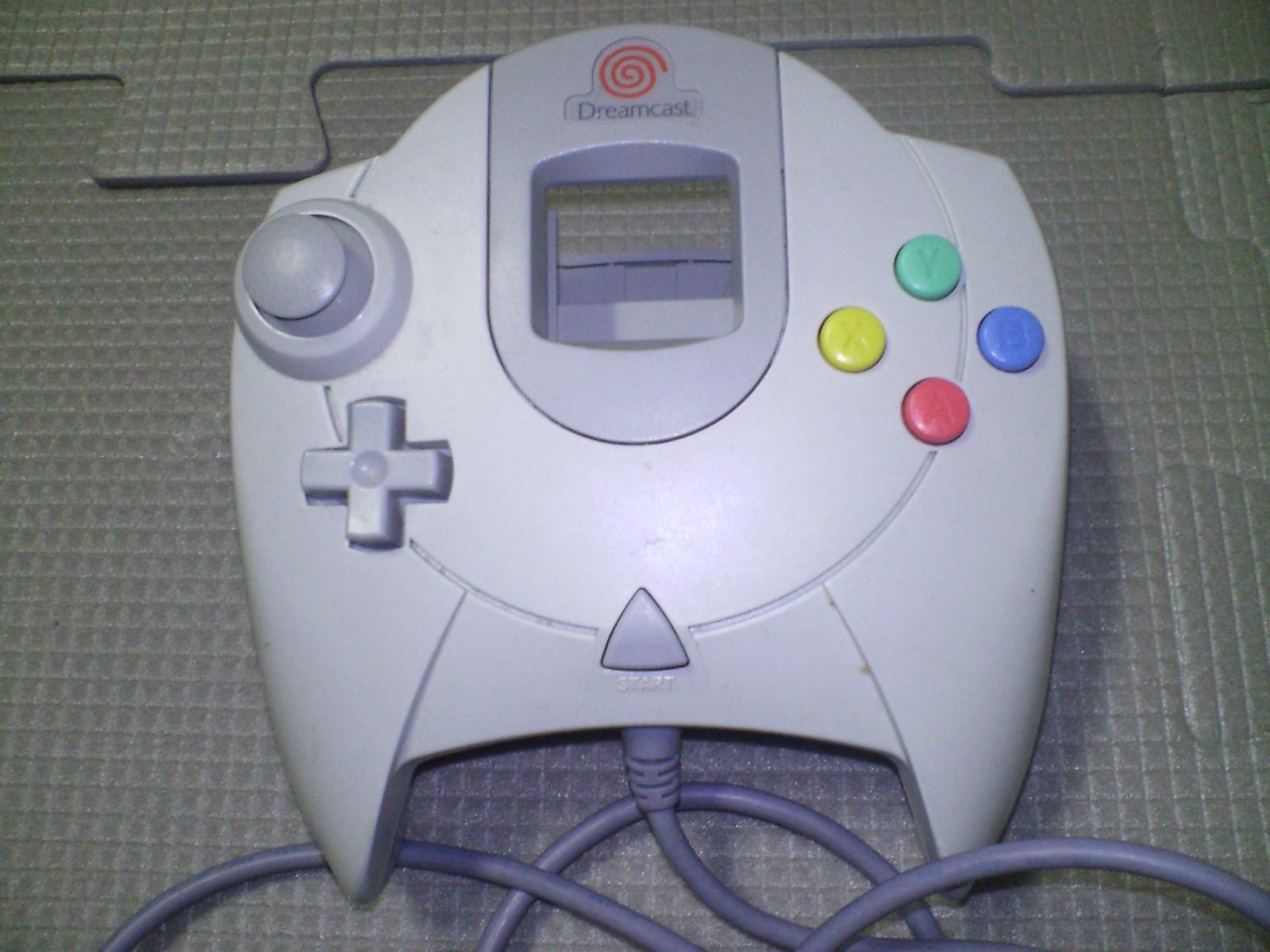
컨트롤러

데이터 기록 장치로 액정 화면과 버튼을 탑재한 소형 휴대용 게임기인 비주얼 메모리(영어: Visual Memory System (일본)/Visual Memory Unit (북미), VM (유럽))가 채용되었다. 세가에서는 대체적으로 이를 별매품으로 처리했기 때문에 추가 구입이 필수였다. 미니 게임을 비주얼 메모리에 받아서 플레이하거나 컨트롤러에 장착하여 게임과 연동된 영상을 표시할 수 있지만, 빠른 건전지 소모와 액정의 표현 문제 때문에 거의 대응타이틀이 적었다.후에 메모리 뱅크를 4개로 늘린 '4X 비주얼 메모리'도 발매되었다.
(사쿠라대전은 컨트롤러에 장착시 액정에 캐릭터의 얼굴이보인다)
발매 당시의 드림캐스트는 MIL-CD 재생 기능이 탑재되어 있었다. MIL-CD는 보통 CD 재생기에서는 음악 CD로 재생할 수 있지만, 드림캐스트로 재생을 하게 되면, 독자적인 내용을 시청할 수 있는 것이다. 하지만 MIL-CD 대응 제품은 몇 종류밖에 발매되지 않았다.
MIL-CD의 실질적인 원리는 CD-EXTRA와 동일한 다중 세션의 디스크로, 첫 번째 세션에는 음악이, 두 번째 세션에 데이터가 기록된다. 드림캐스트는 이 두 번째 세션을 읽어 독자적인 내용을 구동하는 것이다.

### 서드 파티
발매 전 광고를 통해 어느 정도의 지명도를 얻었지만, 그래픽 칩의 개발이 예정보다 늦어져 첫 출하량은 예상보다 적었다. 그래픽 칩의 개발 지연은 게임 개발에도 영향을 미쳐 본체와 동시에 발매 예정이었던 대부분의 게임 발매가 연기되었다. 이러한 상황은 서드파티 개발사의 게임 공급 부족으로 이어졌고, 1999년 6월에 가격을 29,800엔에서 19,900엔으로 인하하였지만, 부족한 게임 소프트웨어는 변함이 없었다.
본체의 매상을 좌우하는 킬러 소프트가 거의 없는 관계로 2000년 3월 4일 발매된 플레이스테이션의 후계 기종, 플레이스테이션 2에게도 고전을 면치 못하여 한번도 우위에 서보지 못했다. 2001년 3월 본체의 제조를 마침과 동시에 9,900엔이라는 파격적인 가격을 끝으로 세가는 가정용 게임기의 하드웨어 제조, 판매로부터 철수하며 전격 아케이드 업소용 게임 하드웨어 사업에 몰두하게 된다.
가정용 게임기로서의 역할은 끝난 대신, 그 구조 자체의 평가는 높아서 같은 시기에 발매된 업소용 기판 나오미가 현재까지 현역으로 활동하였으나, 2008년 2월 세가에서 드림캐스트의 자체 포맷인 GD-ROM의 생산과 나오미 기판의 지원 및 관련 소프트 발매를 중지한다는 공식발표를 함에 따라 사실상 드림캐스트의 역할은 공식적으로 막을 내리게 되어 드림캐스트는 역사 속으로 사라졌다.

### 실패 이유
드림캐스트가 일본을 제외한 해외에 발매한지 1년 밖에 지나지 않은 시기인 2000년에 플레이스테이션2가 발매되었고, "드림캐스트보다 10배의 성능"이라는 홍보 전략에 속수무책으로 당할 수 밖에 없었다. 정확히는 폴리곤을 그리는 능력이 10배였고, 실제 연산처리 능력은 4배 정도의 차이로, 충격적인 차이는 아녔다.

#### 과감한 투자에 비한 저조한 매출
세가는 야심작 '쉔무' 게임에 700억원을 투자했는데, 1990년대 당시에는 일개 게임 시리즈로서는 상당히 큰 개발비였다. 그러나 판매량이 예상보다 좋지 못했다. 드림캐스트는 소비자들에게는 "명작 게임"을 남겼지만, 세가의 게임 콘솔을 멸종시키고 말았다.

## 대표적인 게임
- 버추어 파이터 3tb
- 소닉 어드벤처 시리즈
  - 소닉 어드벤처
  - 소닉 어드벤처 2
- 사쿠라 대전 시리즈
- 크레이지 택시 시리즈
- 소울 칼리버
- 젯 셋 라디오
- 쉔무 시리즈
- 스페이스 채널5 part1,2등
- 씨맨

## 트리비아

PAL 지역의 드림캐스트 로고

- 사우스 파크 "402 The Tooth Fairy Tats" 에피소드에서 드림캐스트를 사기위해 카트맨을 이빨요정으로 변신시켜 돈을 얻으려고 하는 장면이 나온다.
- 드림캐스트는 1999년에 출판한 기네스 북에서 세계 최고 성능의 게임기로 등록되어 있다.
- 드림캐스트 컨트롤러의 십자키는 기존 세가 제품과 다른 모양이어서 한때 닌텐도와 라이선스를 체결했다는 소문이 있었지만, 이는 사실이 아니다.
- 기본적으로 드림캐스트는 A·B·C·X·Y·Z 6개의 디지털 버튼을 인식할 수 있으나, 실제로 이 6개 모두를 사용한 제품은 아스키의 컨트롤러 뿐이었다.
- 드림캐스트의 로고는 NTSC 지역은 주황색, PAL 지역은 파란색이다. 이는 원래 일본에서 '복'을 상징하는 색으로 주황색 소용돌이를 차용했으나, 독일의 기업 티볼라 퍼블리싱이 이미 똑같은 로고를 오래전부터 사용하고 있어 분쟁을 피하기 위해 색을 바꾸었다고 한다.
- 대한민국에서는 삼성전기에서 수입한 적이 있다.